# Смерть чиновника
«Смерть чиновника» — рассказ Антона Павловича Чехова, написанный 25—26 июня 1883 года и опубликованный в журнале «Осколки» (1883, № 27) за подписью А. Чехонте. Произведение было включено в прозаический сборник «Пёстрые рассказы», вышедший в 1886 году в Петербурге. При жизни автора переведено на немецкий, финский, чешский, болгарский и некоторые другие языки. По мотивам рассказа были сняты новеллы для киноальманаха «Чины и люди» Якова Протазанова и телевизионного фильма «Эти разные, разные, разные лица…» Игоря Ильинского и Юрия Саакова.

## Сюжет
Действие начинается в театре «Аркадия» во время спектакля «Корневильские колокола». Мелкий чиновник Иван Дмитрич Червяков, неосторожно чихнув, обнаруживает, что обрызгал сидящего в первом ряду зрителя — статского генерала Бризжалова. Извинившись за конфуз и услышав в ответ «Ничего, ничего…», Червяков, тем не менее, продолжает беспокоиться из-за своей оплошности. В антракте он вновь обращается к генералу со словами извинения, а на следующий день, посоветовавшись с женой, приходит в приёмную Бризжалова и пытается объяснить, что потревожил его нечаянно. После очередного визита назойливого посетителя, стремящегося рассказать, что его чихание произошло не от злого умысла, генерал срывается на крик. Потрясённый чиновник возвращается домой, ложится на диван и умирает.

## История создания и публикация

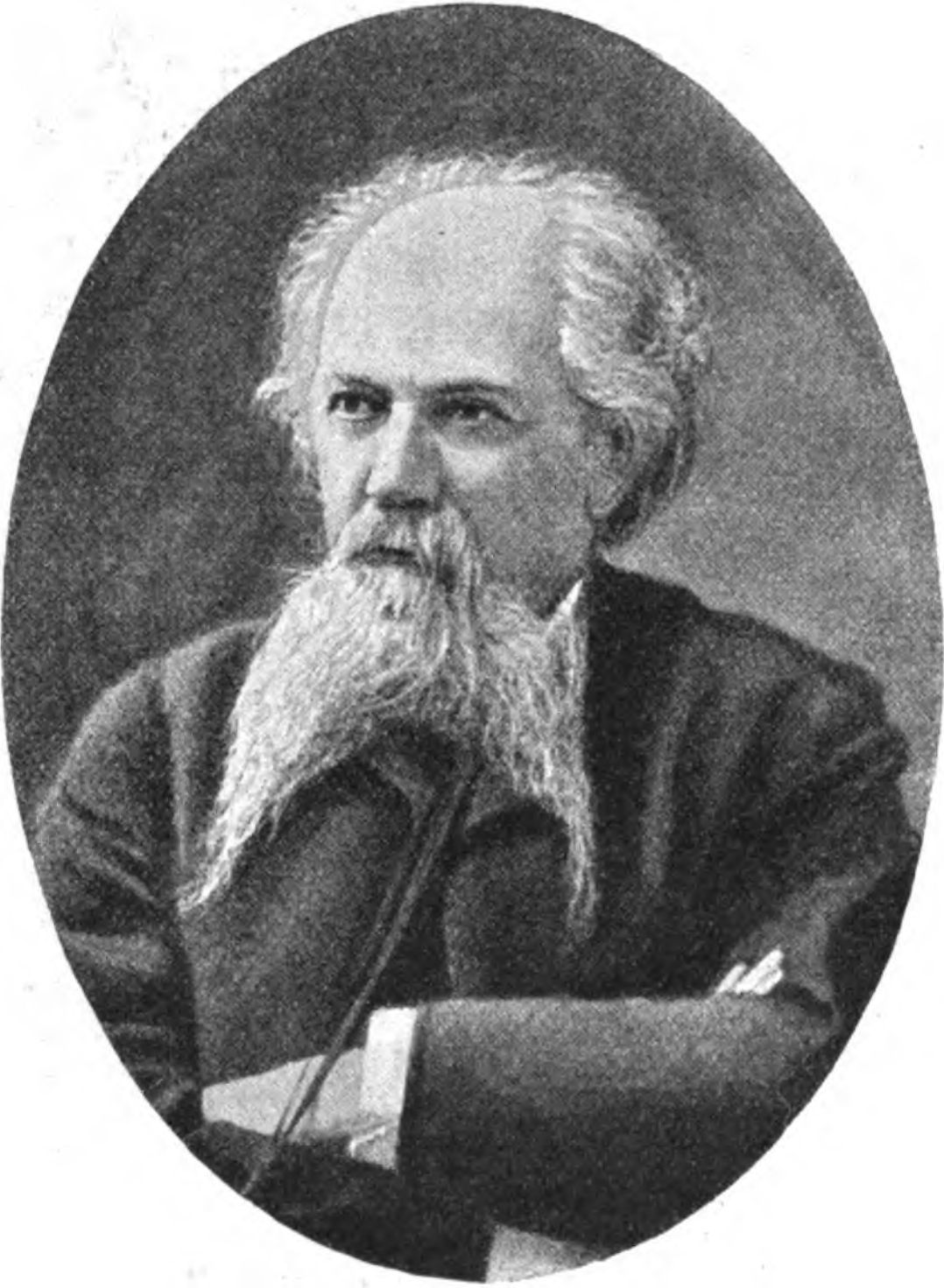
Алексей Жемчужников

Согласно воспоминаниям младшего брата Чехова — Михаила Павловича, анекдотичную историю про чиновника, чихнувшего во время спектакля, Антон Павлович услышал во время пребывания в имении Бабкино от управляющего императорскими московскими театрами Владимира Бегичева, который утверждал, что такой случай действительно произошёл в Большом театре. Литературоведы, воспроизводя эти сведения, тем не менее делают оговорку о том, что рассказ «Смерть чиновника» был написан в 1883 году, тогда как Чехов впервые посетил Бабкино двумя годами позже.
Вторая версия, связанная с возможными источниками для чеховского сюжета, восходит к распространённым в ту пору байкам о проделках и розыгрышах поэта и юмориста, одного из создателей образа Козьмы Пруткова Алексея Жемчужникова. В театральной среде рассказывали о том, как, придя на спектакль, Жемчужников сознательно наступил на ногу некоему вельможе, после чего начал изводить того своими ежедневными визитами и просьбами о прощении. Третья гипотеза относится к реальным событиям, произошедшим в январе 1882 года в родном городе Антона Павловича — Таганроге. По информации одного из знакомых писателя, А. В. Петрова, после конфликта с местным почтмейстером старший сортировщик Щетинский попытался принести свои извинения. Они не были приняты. Пребывая в отчаянном состоянии, Щетинский покончил жизнь самоубийством.
Приступая к написанию рассказа, Чехов сообщил издателю литературно-художественного журнала «Осколки» Николаю Лейкину, что готовит для него «экспромтец»: «Суббота у меня Ваш день». Работа шла быстро: рассказ был начат 25 июня 1883 года и закончен 26-го. В конце июня Лейкин известил писателя, что к нему поступили рукописи сразу двух чеховских произведений — речь шла о «Смерти чиновника», а также об очерке из цикла «Осколки московской жизни». По словам издателя, «и то, и другое прелестно». Рассказ, имевший подзаголовок «Случай» и подписанный первым литературным псевдонимом Антона Павловича — А. Чехонте, был опубликован в 27-м номере «Осколков», вышедшем в свет 2 июля 1883 года.

## Персонажи
В произведении действуют только два персонажа: экзекутор с «говорящей фамилией» Червяков и статский генерал Бризжалов, причём первый по службе не зависит от второго — это подчёркивается фразой, которую мысленно произносит Иван Дмитрич после чихания: «Не мой начальник, чужой, но всё-таки неловко». Далее начинается череда извинений, посещений, объяснений, завершающаяся тем, что измождённый визитами оправдывающегося незнакомца генерал начинает топать ногами. Его фраза «Пошел вон!» фактически убивает Червякова — услышав её, чиновник «машинально» возвращается домой и, не сняв нового вицмундира, умирает. По словам литературоведа Георгия Бердникова, в основе поведения Червякова лежит не страх перед генералом, а общий пиетет по отношению людям, имеющим высокий чин.

Извиняется он, так сказать, по принципиальным соображениям, считая, что уважение к персонам есть священная основа общественного бытия, и он глубоко обескуражен, что извинения его не принимаются.
Через три года после выхода «Смерти чиновника» Чехов заметил в письме к старшему брату Александру Павловичу, что «угнетённые коллежские регистраторы» (под которыми подразумевался обобщённый образ «маленького человека») постепенно уходят в прошлое: «Реальнее теперь изображать коллежских регистраторов, не дающих жить их превосходительствам». В ряду этих новых героев стоит и Червяков, который умирает не от трепета перед начальством, а оттого, что исповедуемые им принципы уважения к важным персонам оказались низвергнутыми.

## Литературные параллели
Исследователи, отмечая тематическую близость «Смерти чиновника» с гоголевской «Шинелью» и другими произведениями русской литературы, рассказывающими о судьбах «маленького человека», одновременно подчёркивали, что Чехов своим коротким рассказом не только переосмыслил, но и фактически закрыл эту тему для XIX века. По мнению литературоведа Игоря Сухих, маленькая сценка из жизни Червякова и Бризжалова по своему драматизму стоит вровень с историей о титулярном советнике Акакии Акакиевиче Башмачкине, умершем после того, как на него накричало «значительное лицо».
Однако чеховские герои уже отличаются от обитателей гоголевского мира. Если персонажи «Шинели» существуют в соответствии с логикой своего представления об узаконенной иерархии (начальству дозволено кричать на подчинённых, а тем положено пугаться), то в «Смерти чиновника» генерал и экзекутор «изначально говорят на разных языках, у них не одна, а две логики, понимание здесь невозможно принципиально». По замечанию литературоведа Михаила Громова, робкий и смиренный Башмачкин не решился бы появиться в театральном зале в непосредственной близости от начальства, как это делает Червяков. В то же время чеховский экзекутор своей назойливостью настолько изнуряет генерала Бризжалова, что в минуту гнева тот превращается в «настоящего, грозного, гоголевского» героя.
Писатель Сергей Савинков полагает, что Чехов с его тонкой ироничностью стремился внести элемент пародии в тему взаимоотношений сиятельных персон и мелких служащих. В русской литературе она нередко развивалась в ситуациях, когда безотчётный страх перед начальником сковывал подчинённых при одном взгляде на «божество». Так, тот же Акакий Акакиевич при виде «значительного лица» доходит до полуобморочного состояния. Герой романа Достоевского «Бедные люди» Макар Девушкин в схожем эпизоде «чувств лишился». В финале «Смерти чиновника» подобным образом реагирует на генеральский гнев и Червяков, в животе у которого «что-то оборвалось». В то же время одобрительный знак внимания со стороны сановных лиц воспринимается «маленькими людьми» с благоговением, граничащим с экстазом.
По словам Савинкова, Чехов сознательно включил в «Смерть чиновника» «гоголевско-достоевсковские канонические черты», но при этом почти в каждом эпизоде сумел опровергнуть прежние литературные традиции. Его генерал не рассердился от чихания сидящего сзади зрителя. Червяков, обрызгав Бризжалова, не испугался, а всего лишь расстроился.

Испытывает же он «облегчение» только тогда, когда доводит генерала до необходимой кондиции: Бризжалов во гневе синеет, трясется и топает ногами. А Червяков «млеет от ужаса», испытывая сразу все вместе: и гоголевский страх и трепет, и достоевсковское умиление. И этот верх его смертельного блаженства ни в коей мере не сравним с тем, которое он ощущал, глядя в бинокль со второго ряда кресел на принесшие моду на канкан «Корневильские колокола».

## Роль рассказчика
«Внезапность», о которой говорит рассказчик, касается не только чихания, но и всей дальнейшей реакции генерала вплоть до смерти чиновника. Не случайно «смерть» вынесена в заглавие. Она тоже есть внезапность… «Смерть чиновника» обозначает ещё и смысловой перевертыш: умер не человек, умер именно чиновник. 

## Отзывы и рецензии
Критики в течение трёх лет обходили своим вниманием «Смерть чиновника» — первая рецензия появилась только в 1886 году, после того, как произведение было опубликовано в сборнике «Пёстрые рассказы». Журналист Владимир Петерсен, печатавшийся под псевдонимом Н. Ладожский, поместил в «Санкт-Петербургских ведомостях» (1886, № 167) статью, в которой расценил историю про генерала и экзекутора исключительно как шарж, вызывающий улыбку. Подобное отношение к рассказу как к занимательной театральной байке сохранялось в среде рецензентов весьма долго. Так, беллетрист Александр Измайлов, подготовивший литературный обзор для газеты «Биржевые ведомости» (1898, № 200), назвал «Смерть чиновника» «карикатурой, далёкой от жизни».
Постепенно в литературной критике начал формироваться новый взгляд на проблему, поднятую в «Смерти чиновника». Историк литературы Семён Венгеров, обнаруживший, как и его предшественники, в рассказе элементы анекдота, одновременно заметил, что в забавной чеховской истории присутствует и «психологическая и жизненная правда». В статье, опубликованной в «Вестнике и библиотеке для самообразования» (1903, № 32), он писал, что «забитость мелкого чиновника, для которого сановник в полном смысле слова какое-то высшее существо, опять-таки схвачена в этом шарже в самой своей основе». Писатель Платон Краснов обратил внимание на то, насколько точно Чехов попал своим рассказом в нерв времени:

Прежде всего средний современный человек отличается болезненным, чисто нервным, беспокойством… Достаточно вспомнить чиновника («Смерть чиновника»), чихнувшего в театре на лысину сидевшего перед ним генерала, как этот человек страшно обеспокоился, стать надоедать генералу с извинениями и наконец умер от тревоги.

## Экранизации

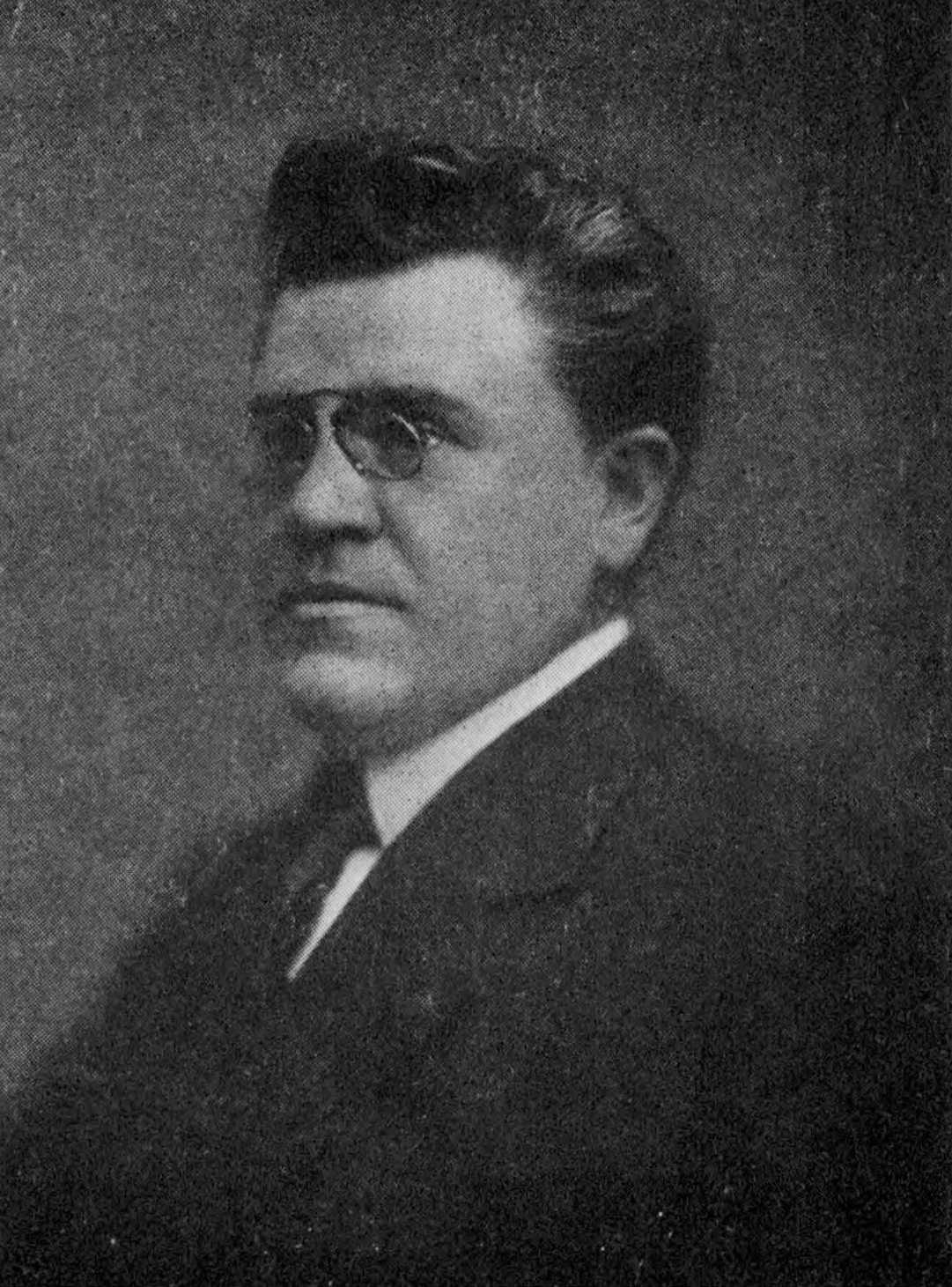
Исполнитель роли Червякова Иван Москвин

В 1929 году вышел в свет немой киноальманах Якова Протазанова «Чины и люди», состоящих из трёх самостоятельных новелл. Одна из частей ленты была снята по мотивам «Смерти чиновника». Роль экзекутора исполнил актёр Иван Москвин, образ генерала воплотил на экране Владимир Ершов. К числу режиссёрских находок, показывающих взаимоотношения «людей и чинов», киноведы относят финал новеллы, когда реалистические сцены внезапно сменяются фантасмагорическими картинами, возникающими в сознании перепуганного экзекутора, — гигантского роста генерал, возвышаясь над огромным столом, взирает на съёжившегося, уменьшившегося в размерах Червякова сверху вниз, как на насекомое.
Ещё одна экранизация рассказа «Смерть чиновника» состоялась в 1971 году, когда Игорь Ильинский и Юрий Сааков выпустили телевизионный фильм «Эти разные, разные, разные лица…». Все роли в этой ленте, состоящей из семи новелл, исполнил Игорь Ильинский. В 1973 году на Всесоюзном фестивале телевизионных фильмов за актёрскую работу в этой картине Игорь Владимирович получил первую премию.
- 1973 — Бомбоубежище / Si mamad (Индонезия), режиссёр Сюман Джайя[норв.] (по мотивам рассказа)
- 1977 — Смерть чиновника — советский короткометражный фильм режиссёра Владимира Фокина.
- 1988 — Смерть чиновника — советский мультфильм киностудии «Киевнаучфильм» режиссёра Александра Викена[18].